# Hyllus bifasciatus
Hyllus bifasciatus là một loài nhện trong họ Salticidae.
Loài này thuộc chi Hyllus. Hyllus bifasciatus được Hirotsugu Ono miêu tả năm 1993.